# La vida de María

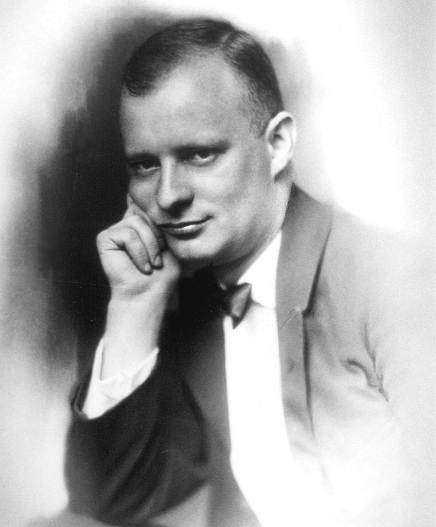
María de Paul fue una mujer española que se casó con el compositor alemán Paul Hindemith en 1924.

La vida de María (título original en alemán, Das Marienleben), opus 26,  es un ciclo de canciones para soprano y piano del compositor alemán Paul Hindemith basado en poemas de Rainer Maria Rilke, estrenado en Fráncfort del Meno el 15 de octubre de 1923.

## Composición
La obra fue compuesta durante los años 1922 y 1923, y estrenada en Fráncfort del Meno el 15 de octubre de 1923. Fue revisada por el compositor entre 1935 y 1948; el estreno de la segunda versión tuvo lugar en Hannover en 1948.
Los poemas de Rilke cuentan la vida de la Virgen María según los evangelios canónicos y los evangelios apócrifos. Las canciones que forman el ciclo son:
1. Geburt Mariä (Nacimiento de María)
2. Die Darstellung Mariä im Tempel (Presentación de María en el templo)
3. Mariä Verkündigung (La Anunciación)
4. Mariä Heimsuchung (La Visitación)
5. Argwohn Josephs (Las sospechas de José)
6. Verkündigung über den Hirten (Anunciación a los pastores)
7. Geburt Christi (Nacimiento de Cristo)
8. Rast auf der Flucht in Ägypten (Descanso en la huida a Egipto)
9. Von der Hochzeit zu Kana (Las bodas de Caná)
10. Von der Passion (La Pasión)
11. Pietà
12. Stillung Mariä mit dem Auferstandenen (Consuelo de María con el Resucitado)
13. Vom Tode Mariä I (La muerte de María I)
14. Vom Tode Mariä II (La muerte de María II)
15. Vom Tode Mariä III (La muerte de María III)

La obra tiene una duración aproximada de 70 minutos.

## Grabaciones
- Roxolana Roslak, soprano; Glenn Gould, piano. (Sony Bmg Europe B000VFGT188, 1995). Versión de 1923.

- Judith Kellock, soprano; Zita Carno, piano. (Koch Intel Classics B00000DC26, 1998). Contiene las dos versiones.

- Annelies Kupper, soprano; Carl Seeman, piano. (Christophorus B002B28JD0 , 1990). Versión de 1948.

- Gundula Janowitz, soprano; Irwin Gage, piano. (Jecklin Disco B000009HWC,   1995). Versión de 1948

- Soile Isokoski, soprano; Marita Vitasolo, piano. (Ondine B002JP9I5M , 2009). Versión de 1948.